# Pakistan Muslim League (Q)
De Pakistan Muslim League (Q) (Urdu: پاکستان مسلم لیگ ق) is een politieke partij in Pakistan. De partij wordt geleid door de voormalige minister-president van Pakistan, Chaudhry Shujaat Hussain. De partij werd in 2001 opgericht, als afsplitsing van de Pakistan Muslim League (N). De partij staat bekend als pro-Pervez Musharraf, de voormalige president van Pakistan. Musharraf zelf is echter niet lid van de partij, aangezien de president van Pakistan onpartijdig dient te zijn.
Bij de parlementsverkiezingen van 2002 won de partij 69 zetels. Bij de verkiezingen van 2008 werd de partij de derde van het land. De oppositiepartijen Pakistan Peoples Party en Pakistan Muslim League (N) wonnen de verkiezingen, en de partij kreeg 23% van de stemmen, tegen 30,6% van de stemmen voor de Pakistan Peoples Party, en 19,6% voor de Pakistan Muslim League (N).